# Лютая (приток Вихры)
Лютая (Горькая) — речка в Монастырщинском районе Смоленской области России. Левый приток Вихры.
Длина — 15 км. Исток у деревни Жигаловка Монастырщинского района Смоленской области. Течёт сначала на юг, потом на северо-запад. Протекает через деревни Пустосёлы, Кисели, Лынды и впадает в Вихру в пределах посёлка Монастырщина.
В Лютую впадают ручьи Присебе, Немка и несколько безымянных.
Раньше Горькая была притоком Лютой, но сейчас исток Лютой почти исчез и получается, что сначала под названием Горькая река течёт на юг, а потом уже под названием Лютая на северо-запад.